# Марчик, Владимир Филиппович
Владимир Филиппович Марчик (22 марта 1912 — 28 августа 1986) — сотрудник советских органов охраны правопорядка, первый заместитель начальника Главного управления милиции Министерства государственной безопасности СССР, комиссар милиции 2-го ранга.

## Биография
Трудовую деятельность начал в 1925 рабочим на заводе в Ленинграде. С 1938 по 1952 его жизнь была связана с обеспечением государственной безопасности: прошёл путь от оперативного уполномоченного до первого заместителя начальника Главного управления милиции министерства Государственной безопасности СССР. В 1948 начальник Управления МГБ по Брестской области. Заместитель министра государственной безопасности Белорусской ССР.
Участник парада Победы на Красной площади в Москве в июне 1945. Работал директором совхозов «Молодая Гвардия» (1952—1955) и «Красный» (1955—1973, позднее им. Ф. Э. Дзержинского, ныне Научно-производственный центр мясного птицеводства). Владимир Филиппович ушёл из жизни 28 августа 1986. Одна из улиц в селе Мирное носит его имя. Звание «Почётный гражданин Мирновского сельского совета» присвоено решением исполкома Мирновского сельского совета в 1986.

### Звания
- Комиссар милиции 2-го ранга (20.11.1950)

### Награды
Награждён орденами Ленина, Октябрьской Революции, Красного Знамени, Отечественной Войны I степени, Трудового Красного Знамени, двумя орденами Красной Звезды, орденом «Знак почёта», многими медалями. Заслуженный работник сельского хозяйства Украинской ССР.
Участник многих Выставок достижений народного хозяйства СССР, награждён золотыми (1964, 1970, 1972) и серебряной (1969) медалями Выставки достижений народного хозяйства.